# Dere Street
Dere Street o Deere Street es la designación moderna de una calzada romana que se dirigía hacia el norte desde Eboracum (York), cruzando Stanegate en Corbridge, ya que el Muro de Adriano se cruzaba en Portgate, justo al norte y continuaba más allá hacia lo que ahora es Escocia, y más tarde al menos hasta el Muro de Antonino. Aún se utilizan algunas partes del recorrido de esta ruta por carreteras modernas, incluida la A1, al sur del río Tees, la carretera B6275 a través de Piercebridge, donde Dere Street cruza el río Tees, y la A68 al norte de Corbridge en Northumberland.

## Nombre
El nombre romano de la ruta se ha perdido. Su nombre en inglés se corresponde con el reino post-romano anglosajón de Deira, por el que transcurre la primera parte de su recorrido. Ese reino posiblemente tomó su nombre del río Derwent de Yorkshire. El término "street" deriva de su significado en inglés antiguo (en latín: via strata), que se refería a cualquier camino pavimentado y no tenía una asociación particular con las vías urbanas.
Partes de esta carretera en Escocia se conocieron más tarde como St. Cuthbert's Way y como Royal Way (en latín medieval: Via Regia).

### "Watling Street"
El equivalente romano de Watling Street, la segunda ruta británica del Itinerario de Antonino, compartía el tramo principal de Dere Street entre Eboracum y Cataractonium (Catterick) antes de bifurcarse hacia el noroeste para comunicarse con Luguvalium (Carlisle). Debido a esto, a veces se hace referencia a algunos tramos o la totalidad de Dere Street como "Watling Street", un nombre que aparece en la edición de 1885-1900 del mapa de Ordnance Survey para el pueblo de Oxnam.
Una pequeña sección de la antigua ruta A68 al norte de Corbridge se llama Watling Street. Sin embargo, no debe confundirse con la ruta tradicional entre Canterbury y Wroxeter en el sur ni con la ruta de Carlisle al oeste.

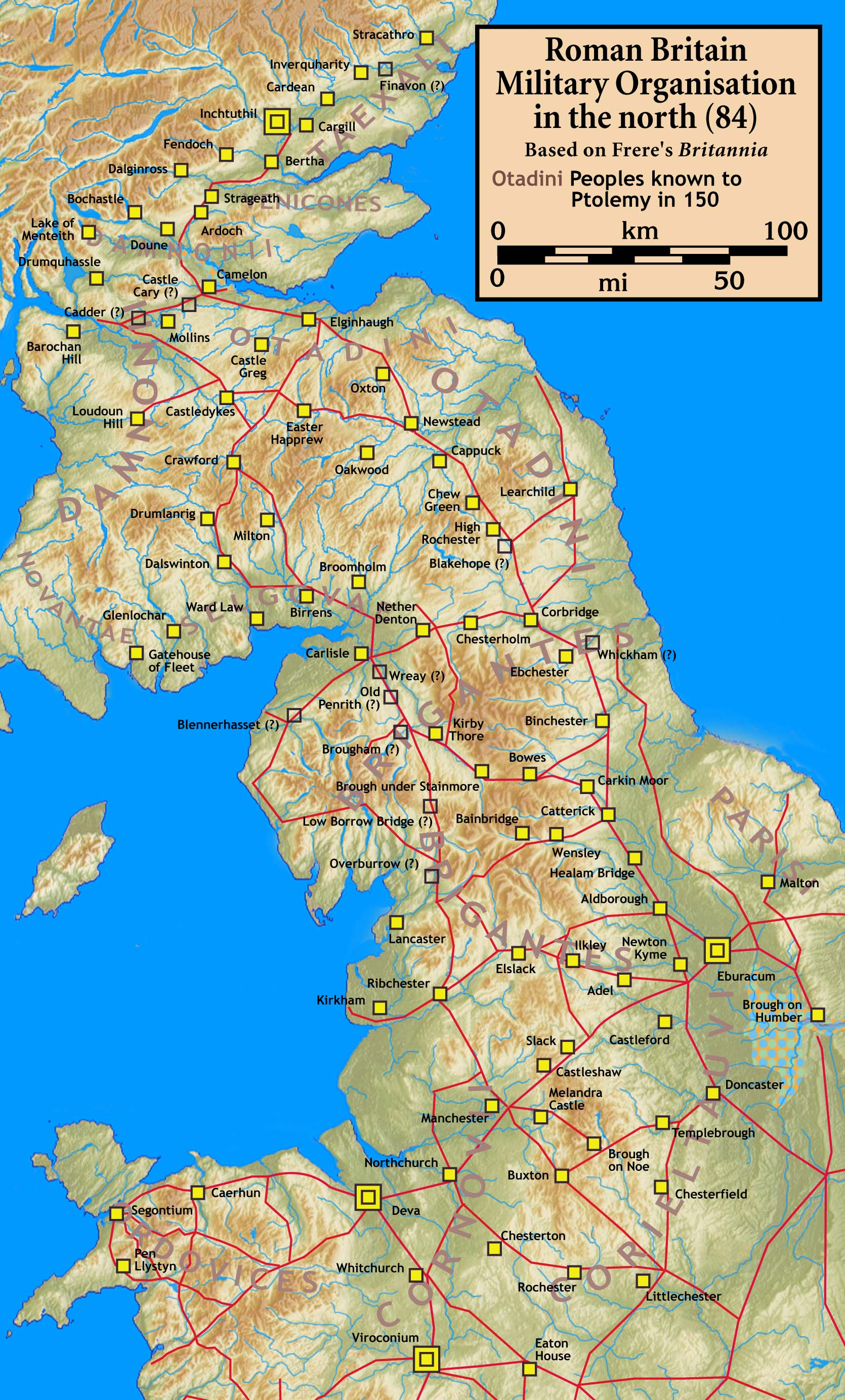
Un mapa del norte romano c. 84, incluida Dere Street entre Eboracum y Veluniate cerca de Camelon.

## Ruta romana

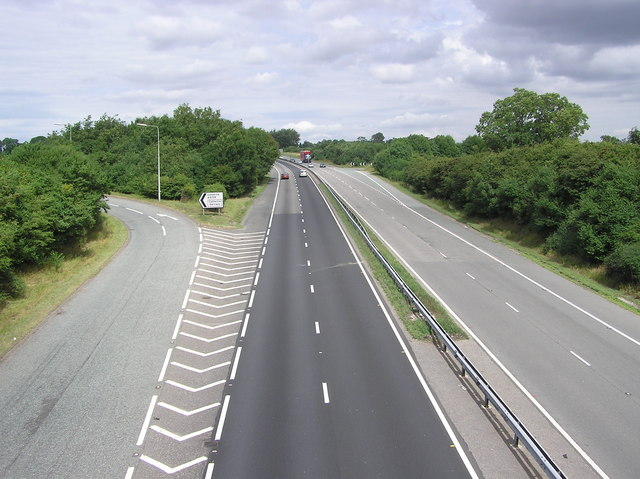
Dere Street en Brompton-on-Swale

Dere Street corresponde aproximadamente a la primera ruta británica del Itinerario de Antonino hasta el Muro de Adriano, aunque comenzaba más al sur de York:
| Desde la frontera —es decir, desde el Muro— hasta el Pretorio, | Desde la frontera —es decir, desde el Muro— hasta el Pretorio, | Desde la frontera —es decir, desde el Muro— hasta el Pretorio, | Desde la frontera —es decir, desde el Muro— hasta el Pretorio, | 156 Roman miles. |
| -------------------------------------------------------------- | -------------------------------------------------------------- | -------------------------------------------------------------- | -------------------------------------------------------------- | ---------------- |
| Desde Bremenium                                                | [ Rochester ] ,                                                | Hasta Coria [Corbridge],                                       |                                                                | 20               |
| A Vindomora                                                    | [ Ebchester ] ,                                                |                                                                |                                                                | 9                |
| A Vinovia                                                      | [ Binchester ] ,                                               |                                                                |                                                                | 19               |
| A Cataractonium                                                | [ Catterick ] ,                                                |                                                                |                                                                | 22               |
| Isurium                                                        | [ Aldborough ] ,                                               |                                                                |                                                                | 24               |
| Éboracum                                                       | [ York ] ,                                                     | 6th Victorious Leg.,                                           |                                                                | 17               |
| A Derventio                                                    | [ Malton ] ,                                                   |                                                                |                                                                | 7                |
| A Delgovicia                                                   | [desconocido],                                                 |                                                                |                                                                | 13               |
| Al pretorio                                                    | [desconocido],                                                 |                                                                |                                                                | 25               |

Como implica el texto, el camino sirvió para permitir a la legión guarnecida en York un rápido acceso a las fronteras orientales y, más tarde, a los puestos orientales del Muro de Adriano. Las rutas británicas segunda y quinta del Itinerario, que se separaron para llegar a los territorios occidentales, comparten las estaciones entre Eboracum y Cataractonium. Los fuertes a lo largo de los caminos estaban ocupados por cohortes de infantería y alas de caballería de los auxiliares del ejército romano .
La última entrada 25 (XXV) millas romanas probablemente sea un error y debería modificarse a 15 (XV) millas romanas.

## Ruta moderna
La ruta moderna omite el camino ahora perdido al sur de York, pero continúa más al norte a lo largo de los caminos romanos omitidos por el compilador de los Itinerarios de Antonino o construidos después de su tiempo.
La ruta comienza en York y cruza el río Ure cerca de Aldborough cerca de Boroughbridge. Cruza el Swale cerca de Catterick. (Las ruinas de Cataractonium se encuentran justo al norte de Catterick en Scotch Corner). La carretera A66 conserva la ruta de Watling Street de la época romana, y se bifurca aquí para cruzar Stainmore hacia Penrith y Carlisle en el extremo occidental del Muro de Adriano.

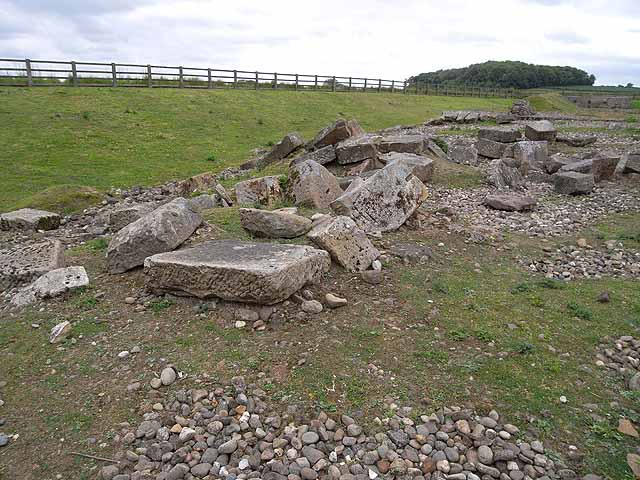
Puente romano de Piercebridge, se cree que representa el antiguo puente romano sobre el Tees.

Dere Street cruzaba el río Tees sobre un puente de arco de piedra cerca de las ruinas actuales del fuerte romano de Piercebridge. Tales puentes eran raros en la Britania romana, excepto en el extremo norte. El puente original fue reemplazado por uno en una alineación diferente. Hay evidencia de otros realineamientos menores de Dere Street durante el período romano.

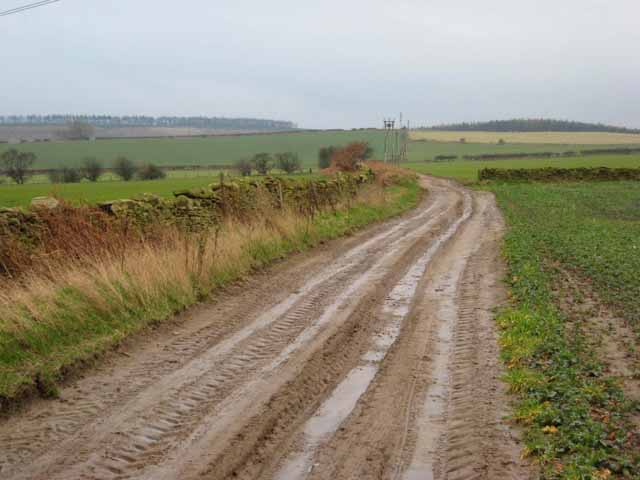
Dere Street en Esh Winning

El siguiente cruce del río ocurría sobre el Wear, cerca del actual Bishop Auckland. En este punto, el fuerte de Vinovia custodiaba un ramal que giraba a la derecha en dirección a Durham, Chester-le-Street y Newcastle. Allí, el Pons Aelius cruzaba el río Tyne.
Mientras tanto, Dere Street continuaba pasando por Lanchester y Ebchester, los sitios de los antiguos fuertes de Longovicium y Vindomora. En Coria (actual Corbridge), se encontraba con la carretera Stanegate que discurría paralela al Muro de Adriano. Stanegate y Dere Street tenían originalmente el mismo ancho (aproximadamente 8,4 yd), pero la profundidad de la metalización en Stanegate— 72 cm (28,3 plg) contra Dere Street's 30 cm (11,8 plg) —aboga por una mayor frecuencia de repavimentación y por un tráfico mayor o más pesado. Cruzando por Corbridge, la ruta pasaba por Portgate en el Muro de Adriano y llegaba a tierras que Roma solo reclamaba tenuemente.

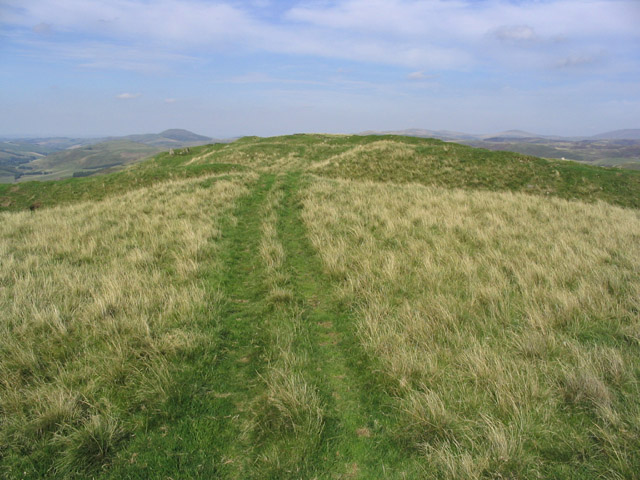
Fuerte de la Edad del Hierro asociado con Dere Street en Pennymuir.

La ruta pasa al norte por Redesdale y de allí a Cheviot Hills, donde se encuentran los restos de los fuertes de Fourlaws, West Woodburn (Habitancum), Rochester (Bremenium) y en Chew Green. Brementium fue la última parada enumerada para el Itinerario de Antonino, pero los restos de la calzada romana ahora conducen más allá, más allá de la actual frontera anglo-escocesa en Carter Fell, cerca de la actual carretera A68. Cerca, se encuentran los restos de un campamento en Pennymuir. Más adelante, tramos bien conservados de la carretera forman parte de St.<span typeof="mw:Entity" id="mwASE">&nbsp;</span>Camino de Cuthbert a Trimontium cerca de Melrose. Allí, la ruta cruza el Tweed y sigue el Leader Water hasta el pie de Lammermuirs, donde hay evidencia de fuertes romanos cerca de Oxton.
Otra sección bien conservada se eleva a través de Lammermuirs sobre Soutra Hill y continúa hasta Edimburgo, donde Din Eidyn era un bastión para la tribu británica Votadini. Cerca de allí, los romanos tenían guarniciones en Cramond e Inveresk en el extremo este del Muro de Antonino.

## Arqueología
En 1994, la construcción de un garaje en Cliffe expuso un tramo de la calzada romana y descubrió cerámica y azulejos de la época. Se sugirió que las ruinas en el lado sur de Tees en Cliffe eran los restos de una presa. El programa de televisión arqueológico Time Team investigó esto en 2009.
Las excavaciones en 2007 en Dun Law, por CFA Archaeology, antes de la construcción de una carretera de acceso al parque eólico, descubrieron una sección de la calzada romana de Dere Street allí. Las excavaciones descubrieron que este tramo del camino estaba tendido sobre un paleocanal mediante una celosía de troncos y una estera de ramas. Solo hay un puñado de ejemplos de este tipo de trabajo de ingeniería en la construcción de carreteras romanas. Los arqueólogos descubrieron que la madera utilizada se obtenía localmente de los bosques entonces agotados.
Las excavaciones en 2007, realizadas por AOC Archaeology, en Newbridge, Edimburgo, descubrieron una sección de la carretera. Este descubrimiento proporcionó evidencia sólida de la ubicación de las carreteras en esa área, que el hito en Ingliston y los campamentos temporales en Gogar siempre han insinuado.

## Historia

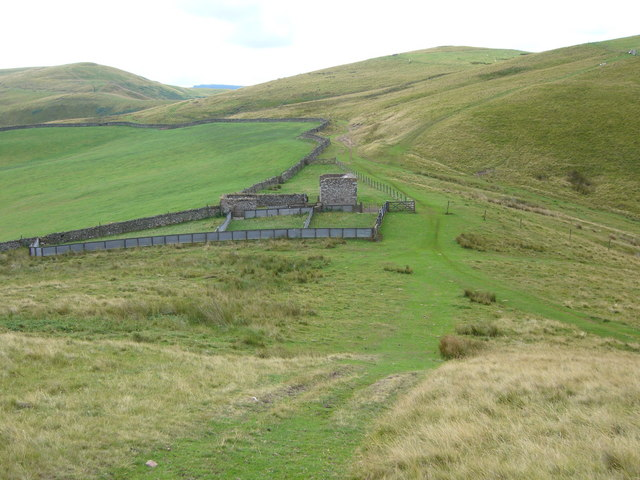
Dere Street cerca de la frontera escocesa.

Durante la Alta Edad Media, el tramo de la ruta entre Jedburgh y Edimburgo se conocía como Royal Way (en latín: Via Regia). Conectó la mayor parte de Escocia con los sitios eclesiásticos importantes de las fronteras escocesas. El rey Malcolm IV estableció su Iglesia y Hospital de la Santísima Trinidad en la mitad de este tramo para brindar socorro a los numerosos peregrinos que lo utilizaban.
Después de la destrucción de las abadías fronterizas durante la guerra del "cortejo duro" entre la reina María I de Escocia, y las fuerzas del conde de Hertford y durante la reforma de la iglesia escocesa, la ruta cayó en desuso y en deterioro. Se usaba principalmente para conducir ganado y viajeros ocasionales lo suficientemente atrevidos como para aventurarse en la región fronteriza sin ley.

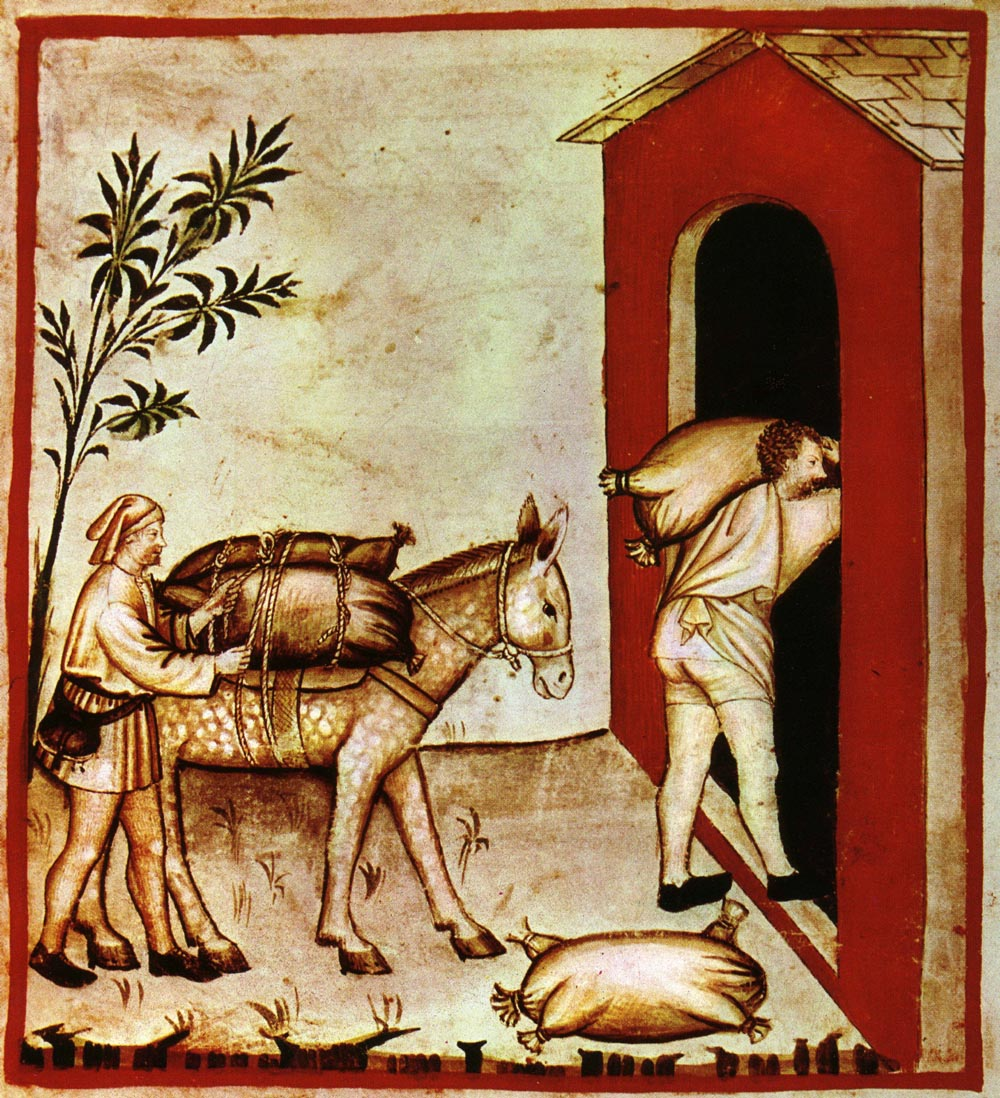
Almacenaje de aceitunas en Dere Street; Tacuinum Sanitatis, siglo XIV.

Dere Street continuó en uso entre Durham y York en la época medieval. Al estar limitado por la luz del día, "unas treinta millas en un día en invierno a caballo y entre treinta y seis y cuarenta en verano era lo que un hombre podía hacer". Los hombres fuertes y vigorosos podían caminar de Darlington a York, y se decía que la calidad de un caballo podía marcar la diferencia entre treinta y cincuenta millas por día. El deseo de oír misa o la organización de un tren por parte de los ricos podía acortar el día de viaje a veinte millas.
Los caminos fueron descritos como tan embarrados y difíciles entre noviembre y febrero que para terminar el viaje a la luz del día uno apenas podía detenerse para comer; sin embargo, una "carretera real" o alta via regia strata era transitable en invierno entre York y Durham, y esto podría haber sido Dere Street. Se llevaron cargas pesadas de caballos de carga en la ruta, por ejemplo, 130 kg de lana. Los clérigos, los comerciantes y la nobleza tenían más probabilidades de viajar que otros, y algunas personas rara vez viajaban. Viajar con estilo implicaba el uso de carros como equipaje, pero los carros se atascaban en el barro del invierno, por lo que los comerciantes con caballos de carga viajaban más fácilmente en invierno que los ricos.

## Galería

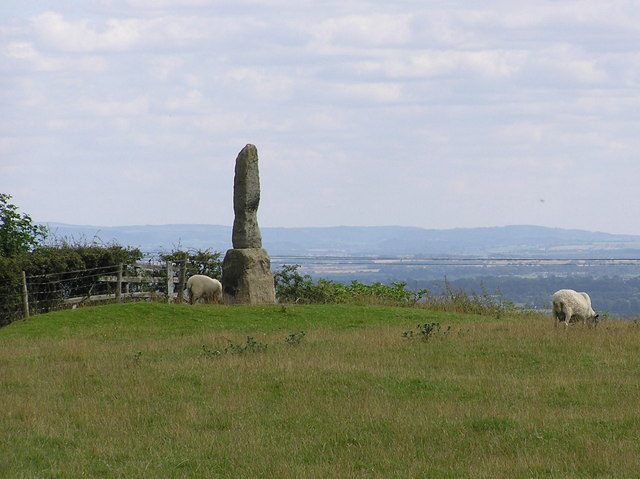
Cruz de Legg en Dere Street cerca de Bolam en el condado de Durham.
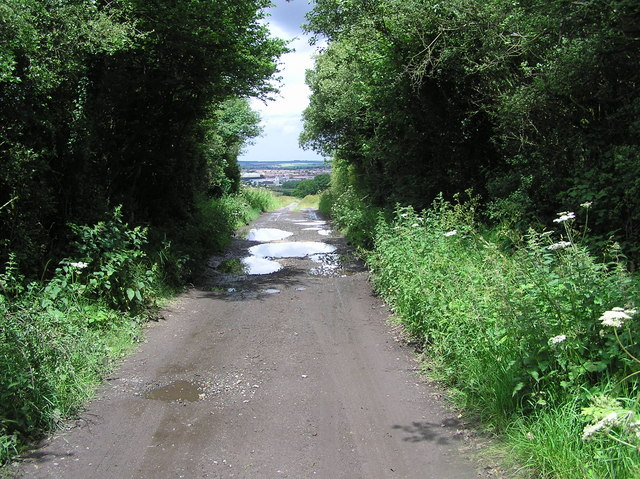
Dere Street en Bildershaw, Condado de Durham.
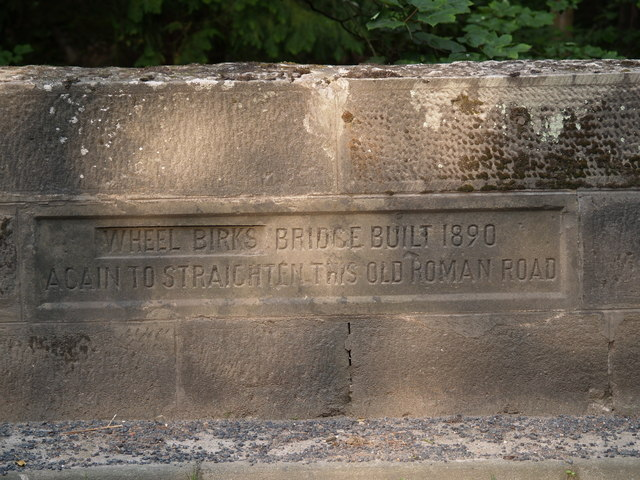
Puente Wheelbirks, cerca de Hindley, Northumberland.
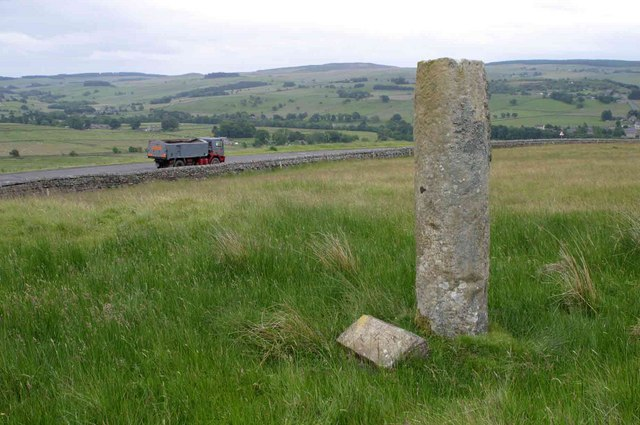
Hito en West Woodburn, Northumberland.
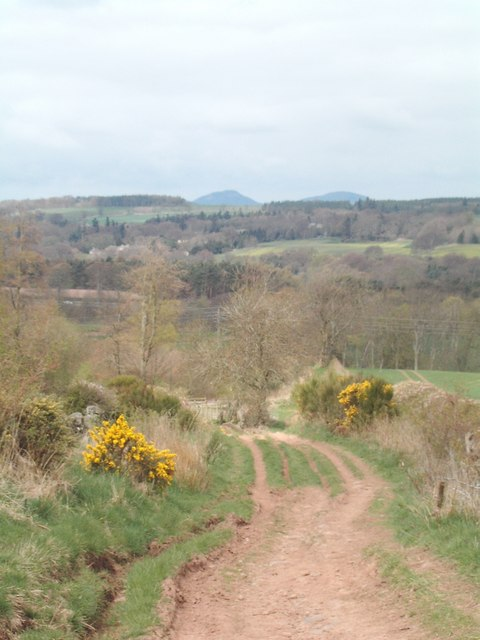
Dere Street en Bonjedward, Scottish Borders.
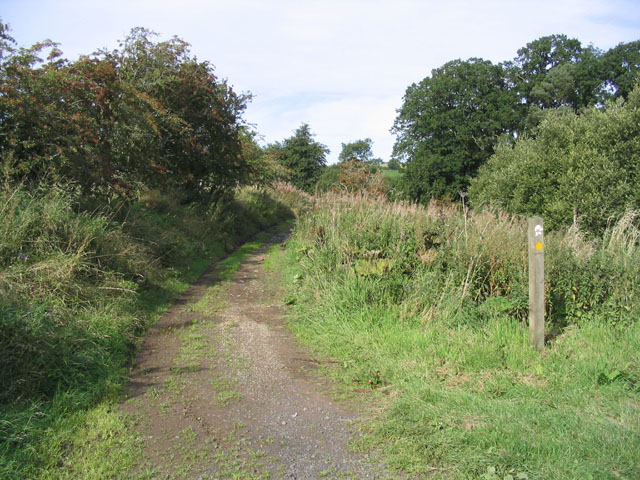
Dere Street en Crailinghall, Scottish Borders.
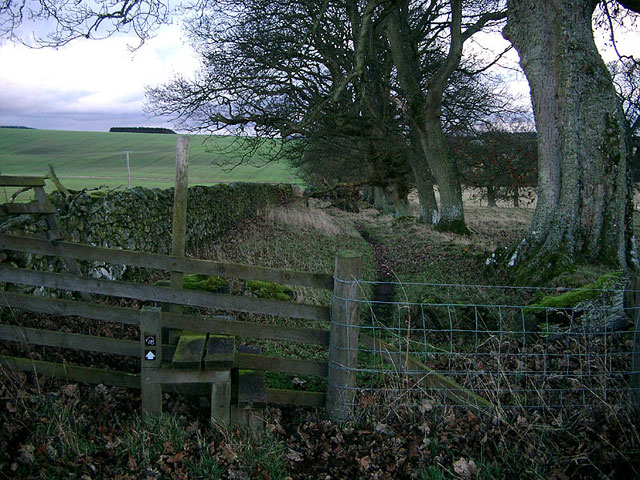
Dere Street en Maxton, Scottish Borders.
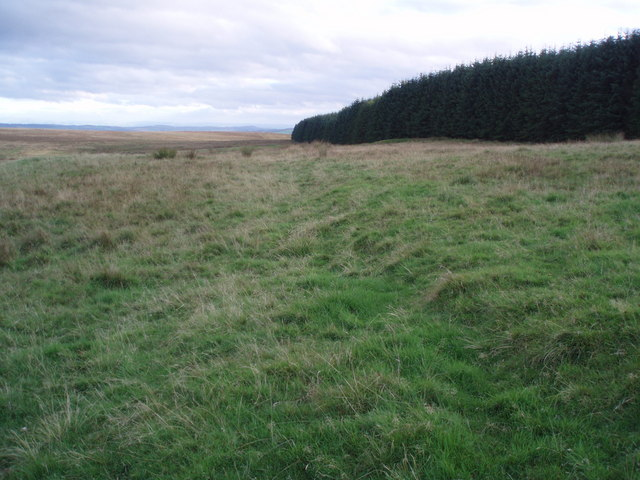
Dere Street en King's Inch, al sur de Soutra Aisle.